# 61 Sagittarii
61 Sagittarii, eller g Sagittarii, är en vit stjärna i huvudserien i stjärnbilden Skytten.
61 Sagittarii har visuell magnitud +5,00 och är synlig för blotta ögat vid normal seeing. Den befinner sig på ett avstånd av ungefär 265 ljusår.